# Водянська загальноосвітня школа
Водянська загальноосвітня школа І-ІІ ступенів — україномовний навчальний заклад І-ІІ ступенів акредитації у селі Водяне, Юр'ївського району Дніпропетровської області.

## Загальні дані
Водянська загальноосвітня школа І-ІІ ступенів розташована за адресою: вул. Дзержинського, 1, село Водяне (Юр'ївський район) — 51324, Україна.
Директор закладу — Городецька Наталія Яківна, вчитель "вищої категорії", "Старший вчитель". 
Мова викладання — українська.
Школа має: 9 навчальних кабінетів, комп'ютерний клас, бібліотеку, спортивний зал, ігрову кімнату, їдальню.
Адміністрація школи і колектив вчителів продовжують працювати над втіленням в практику роботи школи педагогічної спадщини Василя Олександровича Сухомлинського.
В школі створена дитяча організація учнів початкових класів"Барвінчата", діє учнівське самоврядування, організація "Щасливчик".
В школі працює колектив з 9 вчителів:
"спеціаліст вищої категорії" - 4
"спеціаліст I категорії" - 1
"спеціаліст II категорії" - 1
"спеціаліст" - 3. 

## Історія
Після війни дітей в селі народжувалося багато – тому і шкіл було багато. Початкова школа була на місці, де зараз знаходиться пошта. Там була велика довга хата і навчалися 1 – 4 класи. Директором був Одновол Валентин Миколайович, а до нього – його батько Микола Григорович.
Ще одна будівля школи була, де зараз в нас медпункт (стара хата), там навчалися старші класи. Пізніше, в 60 – і роки, побудували нову школу, де зараз шкільна їдальня.  
Навчалися в 2 зміни. Директором був Одновол В.М., потім Богдан Г.І. Класи були різні, від 12 до 25 чоловік. Вчителювали в 60–ті роки – родина Одноволів, Мисько Марія Харитонівна ( початкові класи), Яненко Анастасія Йосипівна (математика), Ляшко Ніна Панасівна (англійська мова), Цюрюпа Серафіма Макарівна (українська мова), Гарькава Марія Оксентівна (географія, музика), Завада Степан Іванович ( фізика), Погребняк Тетяна Леонтіївна (біологія), Козлова Прасков'я Семенівна (російська мова).
Сучасна школа була побудована в 1971 році, розрахована на 200 місць.